# Edmund Moster
Edmund Moster (Sveti Ivan Žabno, 1873. augusztus 24. – Jasenovaci koncentrációs tábor, 1942.) horvátországi zsidó vállalkozó, iparos, feltaláló és a zágrábi „Penkala-Moster Company” (ma TOZ) társalapítója.

## Élete
A Kőrös melletti Sveti Ivan Žabnoban született 1873. augusztus 24-én. Apja Hinko Moster nagy tekintélyű kereskedő és gőzmalom tulajdonos, anyja Terezija Lederer volt. Összesen kilenc testvére volt. A Moster család vagyonát szorgalommal és ravaszsággal szerezte. Moster Klara Breitenstein vette feleségül. 1911-ben Moster és testvére, Mavro együttműködött Slavoljub Eduard Penkalával a zágrábi „Penkala-Moster” toll- és ceruzagyár megalapításában. Moster és testvére a cég 66,6%-át, Penkala pedig 33,3%-át birtokolta. Moster később egy másik céget is alapított Berlinben, Németországban, melynek élén másik testvére, Alexander Moster állt. Mosternek három szabadalma is volt: 1916-ban az utántöltő ólomceruzák fejlesztése, 1936-ban a cipők és csizmák kartonból készült sarkainak fejlesztése és az azokhoz kapcsolódó fejlesztések, 1938-ban pedig a palackzárók fejlesztése illetve az azokkal kapcsolatos fejlesztések tárgyában. Moster később Horvátországban fejlesztette ki a Winner Records produkcióját. Zsidóként a második világháború alatt Mostert deportálták, és a jasenovaci koncentrációs táborba zárták, ahol 1942-ben megölték. Testvérét, Bernardot szintén megölték a holokauszt során 1942-ben, a rabi koncentrációs táborban. A háború után a Jugoszláv Szocialista Szövetségi Köztársaság kormánya a Penkala-Moster Companyt államosította, és nevét „TOZ Company”-ra változtatta.

## Fordítás
Ez a szócikk részben vagy egészben  az   Edmund Moster című angol Wikipédia-szócikk ezen változatának fordításán alapul.  Az eredeti cikk szerkesztőit annak laptörténete sorolja fel. Ez a jelzés csupán a megfogalmazás eredetét és a szerzői jogokat jelzi, nem szolgál a cikkben szereplő információk forrásmegjelöléseként.